# Limnodynastes ornatus
Limnodynastes ornatus (tên tiếng Anh: Ornate Burrowing Frog hoặc Ornate Frog) là một loài ếch thuộc họ Myobatrachidae.
Đây là loài đặc hữu của Úc.
Môi trường sống tự nhiên của chúng là xavan khô, vùng cây bụi khô khu vực nhiệt đới hoặc cận nhiệt đới, đồng cỏ khô nhiệt đới hoặc cận nhiệt đới vùng đất thấp, đầm nước, và đầm nước ngọt có nước theo mùa. Loài ếch này có thể dài tới 42mm.
Nó còn là vật nuôi trong nhà, ở Úc loài này có thể được nuôi giữ nếu có giấy phép phù hợp.

## Hình ảnh

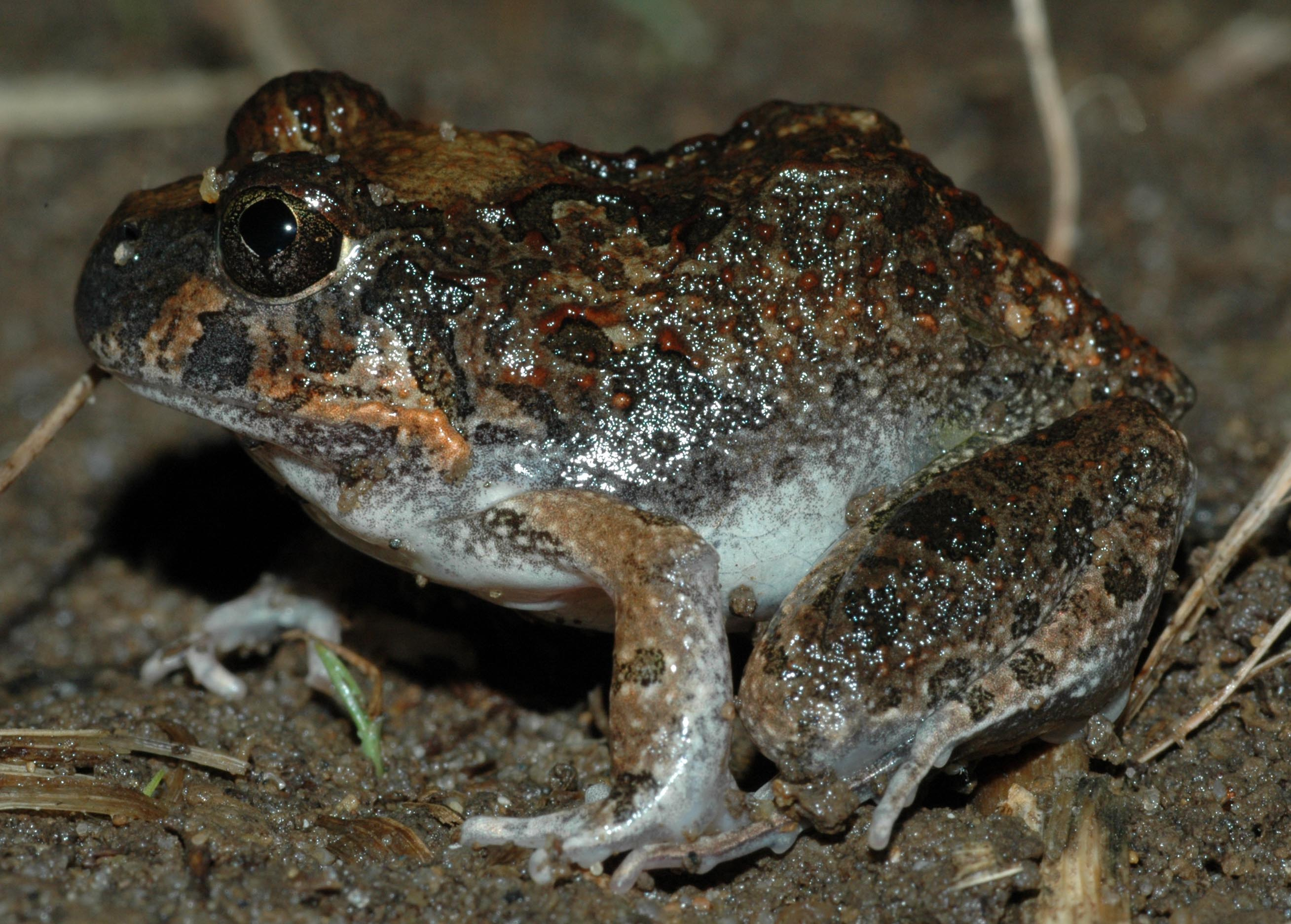
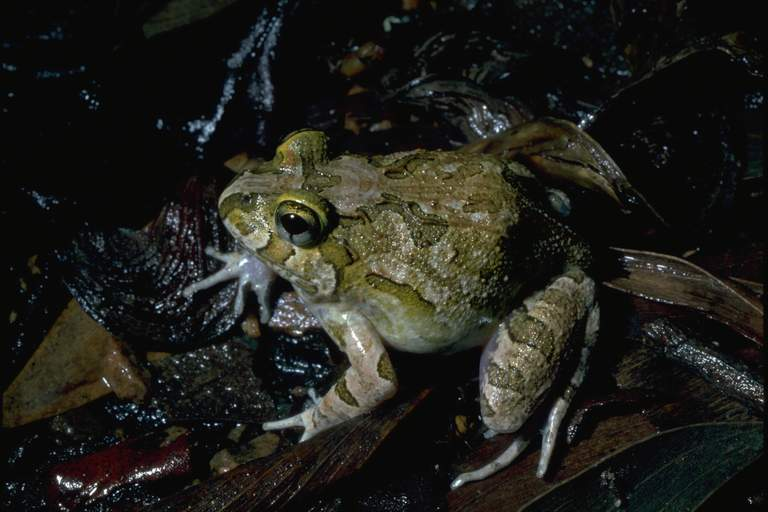
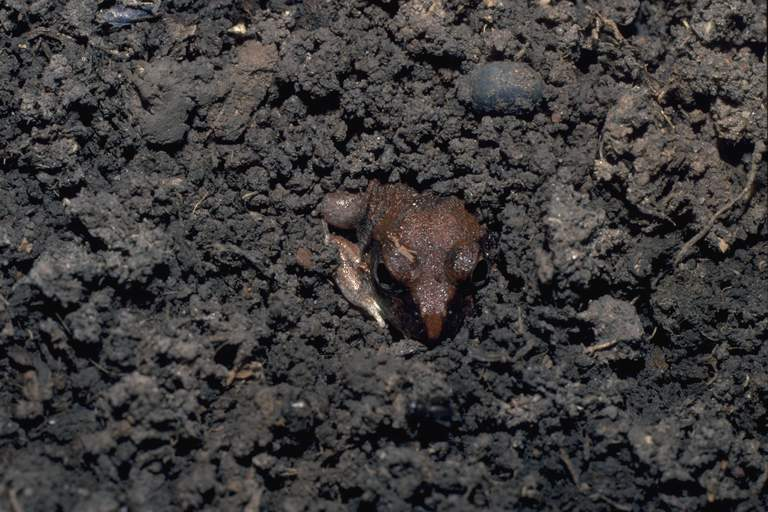
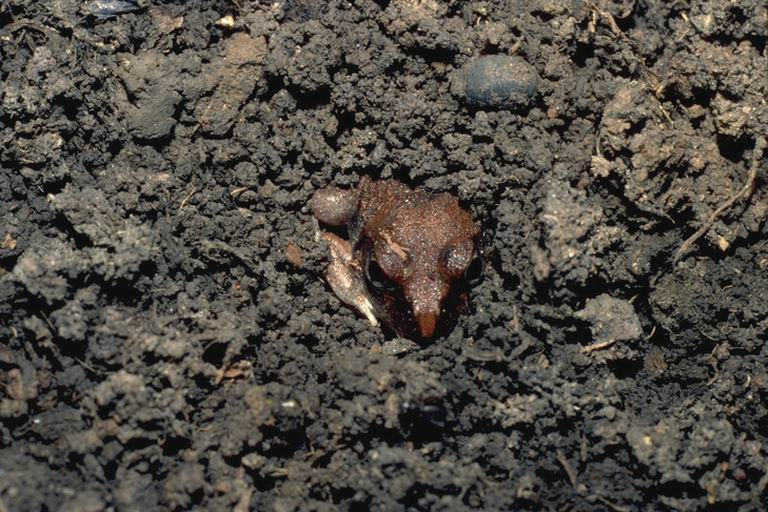